# Gnathacmaeops
Gnathacmaeops is een kevergeslacht uit de familie van de boktorren (Cerambycidae). De wetenschappelijke naam van het geslacht werd voor het eerst geldig gepubliceerd in 1972 door Linsley & Chemsak.

## Soorten
Gnathacmaeops is monotypisch en omvat slechts de volgende soort:
- Gnathacmaeops pratensis (Laicharting, 1784)